# Kameleoni
I Kameleoni (sloveno per "Camaleonti") sono stati un gruppo musicale jugoslavo formato a Capodistria nel 1965. Il gruppo ebbe vita breve, terminando la propria attività nel 1968, ma loro esperienza musicale ebbe un'importante influenza sulla scena musicale jugoslava, venendo considerati i "Beatles sloveni". a differenza degli altri gruppi musicali jugoslavi dell'epoca, provenivano da quella che allora era solo una piccola città portuale della Slovenia.

## Storia
I Kameleoni si costituirono nel 1965 a Capodistria a opera di quattro studenti del ginnasio: Danilo Kocjančič, Jadran Ogrin, Marjan Malikovič e Tulio Furlanič, come un tipico gruppo beat dell'epoca, suonando un repertorio di canzoni dei Beatles e dei Mamas & the Papas. Si esibirono per la prima volta al Club Giovanile di Via del Fronte di Liberazione 12 a Capodistria. A Pirano, dopo un concerto, si aggiunse Vanja Valič, studente al locale Istituto nautico.
La popolarità aprì loro le porte degli studi di registrazione di Radio Koper, che li propose nella sua programmazione radiofonica. Fu questa, assieme alle loro esibizioni dal vivo, ad imporli ai vertici della scena musicale jugoslava. Il primo successo a livello nazionale fu la vittoria al Festival VIS (vokalno-instrumentalnih skupin) di Zagabria nel 1966 dove, come debuttanti, condivisero il primo posto con il già famoso gruppo dei Roboti. Seguirono poi altre esibizioni di successo a Zagabria e a Belgrado, all'Hala Tivoli di Lubiana e a Maribor.
Nel 1968 si esibirono alla rinomata discoteca Piper di Milano, a cui seguirono offerte dalla casa discografica RCA, ma loro cercavano un contatto con gli stessi Beatles: le loro composizioni arrivarono all'orecchio di Paul McCartney, ma quando sarebbe stato necessario continuare, mancarono loro i fondi per il soggiorno a Londra. Malinkovič e Kocjančič vennero chiamati al servizio di leva, e nella formazione entrò il chitarrista triestino Goran Tavčar. Con questa formazione, Ogrin, Furlanič, Valič e Tavčar vennero scritturati dal regista sloveno Boštjan Hladnik per il suo film Sončni krik (1968), nel quale appaiono cantando delle loro canzoni. Fu allora il turno di Furlanič di partire per il servizio militare, venendo sostituito dal batterista di Maribor Ivo Mojzer. Il gruppo continuò a suonare, sostituendo Goran Tavčar con il chitarrista triestino Ilario Udovici, e con questa ultima formazione si esibì nel 1969 alle Gitarijadi, con il pezzo »Moon Moan«, pubblicato anche nella compilation "Gitarijada 69.", ma di fatto il gruppo originario si era già sciolto nel 1968, a causa della chiamata per il servizio di leva di tutti i suoi componenti. Danilo Kocjančič subito costituì il gruppo Danilo in Novi Kameleoni, composto da: Danilo Kocjančič (voce), Gabriele Lorenzi (tastiere), Aldo Berliaffa (percussioni), Drago Dellabernardina (chitarra), Woltheyo Moretto (basso), ma siccome i suoi componenti provenivano da tre stati diversi era molto difficile provare regolarmente e il gruppo durò per meno di un anno.
Negli anni vi sono state alcune reunion dei Kameleoni e durante una di queste, avvenuta nel 1981 alla RTV Ljubljana, pubblicarono un nuovo disco contenente nove canzoni, che però ricevette critiche molto negative. Nel 1994 venne pubblicata la raccolta Kameleoni 66 - 67, contenente canzoni originali provenienti dagli archivi musicali di Radio Capodistria, registrate in mono. Nel 1995, inoltre, la casa discografica Helidon Ljubljana pubblicò l'album Za vse generacije, prodotto da Jadran Ogrin e contenente nuove canzoni.

## Premi e riconoscimenti
1966: Primo premio al Campionato dei gruppi vocalno-strumentali della Jugoslavia a Zagabria
1966: Riconoscimento San Giusto del Comune di Trieste come gruppo straniero
1967: Riconoscimento in Austria per la collaborazione Ernest Hilger
1967: Primo premio al Festival dei gruppo vocalno-strumentali della Jugoslavia a Zagabria

## Curiosità
Pur essendo un gruppo sloveno, le canzoni delle origini erano cantate in serbocroato, per essere comprensibili al più vasto pubblico jugoslavo, italiano ed inglese.

## Formazione

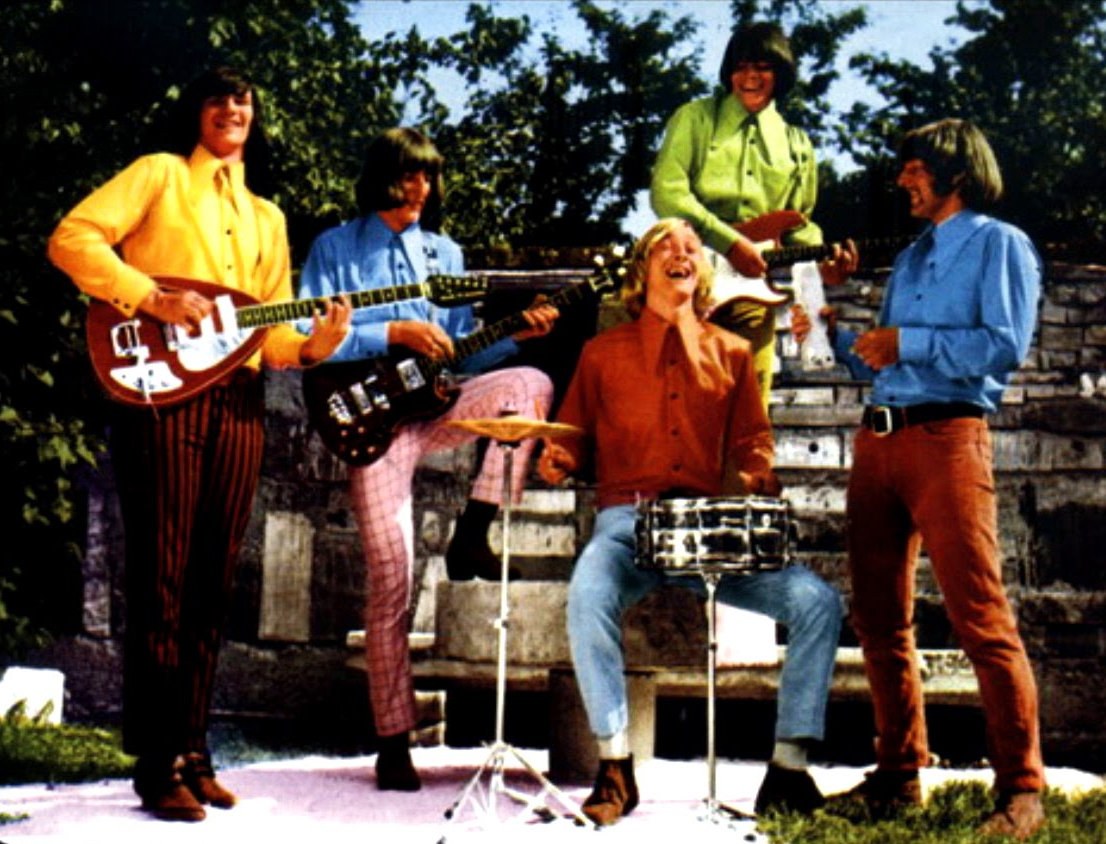
I Kameleoni sulla copertina del disco "Dedicated To The One I Love"

- Danilo Kocjančič - chitarra, voceI Kameleoni sulla copertina del disco "Dedicated To The One I Love"
- Jadran Ogrin - basso, voce
- Marjan Malikovič - chitarra, voce
- Tulio Furlanič - batteria, voce
- Vanja Valič - tastiere, voce
- Goran Tavčar – chitarra

## Discografia
Album in studio
- 1981 - KameleoniI Kameleoni sulla retrocopertina del disco "Dedicated To The One I Love"
- 1995 - Za vse generacije

Raccolte
- 1994 - Kameleoni 66-67
- 2006 - Kameleoni
- 2011 - The Ultimate Collection

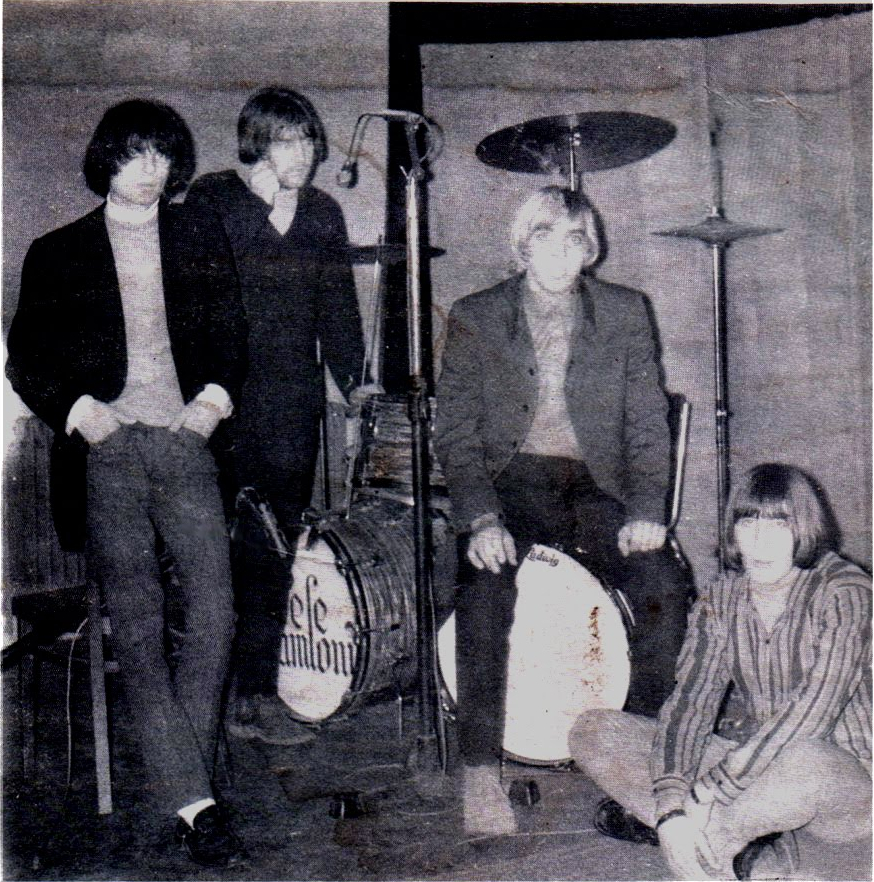
I Kameleoni sulla retrocopertina del disco "Dedicated To The One I Love"

- 2014 - Jugoton istočno od raja - Original EP Collection

EP
- 1967 - Šampioni Jugoslavije
- 1968 - Dedicated to the One I Love
- 1968 - Sunny Cry - Muzika iz filma "Sončni krik"

## Filmografia
- Sončni krik, di Boštjan Hladnik (1968)
- Kameleoni: Beatlesi nekdanje Jugoslavije. di Miha Čelar (2019)[2][7]